# NGC 1527
NGC 1527 je galaksija u zviježđu Satu.

## Vanjske poveznice
- SEDS: NGC 1527